# Variola Vera
Variola Vera (ciríl·lic: Вариола вера) és una pel·lícula del 1982 de Iugoslàvia dirigida per Goran Marković.
El tema de la pel·lícula es basa en el brot de verola a Iugoslàvia del 1972. És una sàtira de la corrupció de l'àmbit mèdic i de la salut pública. Encara que s'inspira en fets reals, la pel·lícula inclou elements del cinema de terror. El títol fa referència al virus Variola vera que causa la verola.
La pel·lícula va atorgar Marković el primer premi al millor director i al millor guió a la III edició de la Mostra de València.
Una enquesta de 30 crítics i periodistes iugoslaus realitzada al diari Oslobođenje la va nomenar pel·lícula iugoslava de l'any de 1982.

## Trama
La trama de la pel·lícula segueix els esdeveniments durant l'epidèmia de verola al territori de l'aleshores Iugoslàvia el 1972. Se segueix el curs de l'epidèmia, així com el seu impacte en la psique i el comportament de les persones que estan exposades als perills que comporta. Un pelegrí musulmà torna al país des de l'Aràbia Saudita infectat d'una malaltia desconeguda. Mogut d'un lloc a un altre, mor i la infecció s'estén. Quan els responsables s'adonen que es tracta d'una malaltia que es pensava que era erradicada, ja és massa tard: la verola comença a propagar-se. Els infectats queden aïllats i deixats a la lògica d'una terrible malaltia que tothom ja s'ha oblidat, considerant-la un passat llunyà. La pel·lícula segueix el comportament de gairebé totes les capes de la societat en què es va produir l'epidèmia: pacients a l'hospital, personal mèdic, ciutadans corrents, fins i tot polítics, funcionaris del govern de l'època. Mostra com una amenaça tan mortal ajuda a la gent a mostrar els seus veritables colors.

## Repartiment
- Rade Šerbedžija - Dr. Grujic
- Erland Josephson - Dr. Dragutin Majcan Kenigsmark (doblat per Petar Kralj)
- Dušica Žegarac - Dr. Markovic
- Varja Đukić - Dr. Danka Uskoković
- Rade Marković - Superintendent de Čole
- Vladislava Milosavljević - Infermera Slavica
- Peter Carsten - Epidemiòleg de l'ONU (Doblat per Mihajlo Viktorović)
- Aleksandar Berček - Magister Jovanović
- Radmila Živković - Infermera Zaga
- Semka Sokolović-Bertok - Dr. Pústula
- Bogdan Diklić - Duško